# 上条毬男
上条 毬男 （かみじょう まりお、1964年 - 2020年4月23日）は漫画家、イラストレーター。学生時代より同人誌に作品を発表し、1995年、ゲイ雑誌BADI、G-menの創刊期に商業デビュー。以後、BADI、G-men、さぶ誌上で、ゲイ漫画やイラストを掲載。BADI2号～1995年9月号に連載された代表作「Tango」は、大幅書き直し後、他の短編等とあわせて単行本化も行われた。
2020年4月23日に急逝したことが知人のおおたうにによって明かされた。
作品の多くは、東京など都市部のミドルクラスのゲイを主人公としたものであり、ファッションや風貌、言葉遣い、行動パターンなど、都市部のゲイの風俗をトレンディードラマ的に作中に反映させている。

## 作品
- タンゴ TANGO（1997年 単行本 発行/G-Project）